# Adeixis inostentata
Adeixis inostentata är en fjärilsart som beskrevs av Walker 1861. Adeixis inostentata ingår i släktet Adeixis och familjen mätare. Inga underarter finns listade i Catalogue of Life.